# Dendrobium patulum
Dendrobium patulum är en orkidéart som beskrevs av Rudolf Schlechter. Dendrobium patulum ingår i släktet Dendrobium, och familjen orkidéer. Inga underarter finns listade i Catalogue of Life.